# St. James, South Elmham
St. James, South Elmham of St James South Elmham is een civil parish in het bestuurlijke gebied East Suffolk, in het Engelse graafschap Suffolk. In 2001 telde het civil parish 204 inwoners.